# Picrella glandulosa
Picrella glandulosa är en vinruteväxtart som beskrevs av William Hartley. Picrella glandulosa ingår i släktet Picrella och familjen vinruteväxter. Inga underarter finns listade i Catalogue of Life.